# Eliasz Stumann
Eliasz Stumann (Stummann także Stumman, Штуман Илья Ариямович) (ur. 28 kwietnia 1834 w Szereście w Wielkim Księstwie Poznańskim, zm. 14 czerwca 1903 w Łodzi) – fotograf, właściciel zakładu fotograficznego, który prowadził w Łodzi od 1871 r. do śmierci.

## Biogram
Syn Arona i Micheli z Grafmenów. Praktykę prawdopodobnie rozpoczął w 1851 r., a jak wynika z napisów znajdujących się na winietach jego zdjęć, pierwszy zakład miał w 1856 r. Działalność jako litograf, typograf, fotograf zaczął w Grodnie w 1860 r. Zezwolenie na otwarcie zakładu fotograficznego w Grodnie otrzymał w 1864 r., a na otwarcie zakładu w Łodzi otrzymał od gubernatora piotrkowskiego 23 listopada 1871 r. Początkowo działalność prowadził przy ul. Piotrkowskiej 17 (w kamienicy Chaima Bławata), w kolejnych latach 1882 i 1886 pod nr 16, natomiast 23 września 1891 r. uzyskał ostatnie zezwolenie na prowadzenie firmy pod nr 20, i tam pracował do 1903 r. Od 1882 r. rejestrował w specjalnej książce każde zamówienie i wszystkie wykonane fotografie. O pozwolenie na założenie jej nowego egzemplarza prosił władze policyjne 12 grudnia 1886 r. Jego firma miała wówczas 4 aparaty, co stawiało ją na drugim miejscu w Łodzi po zakładzie Leopolda Zonera. W 1889 r. wybudował, według projektu architekta Hilarego Majewskiego, atelier przy Piotrkowskiej 18.

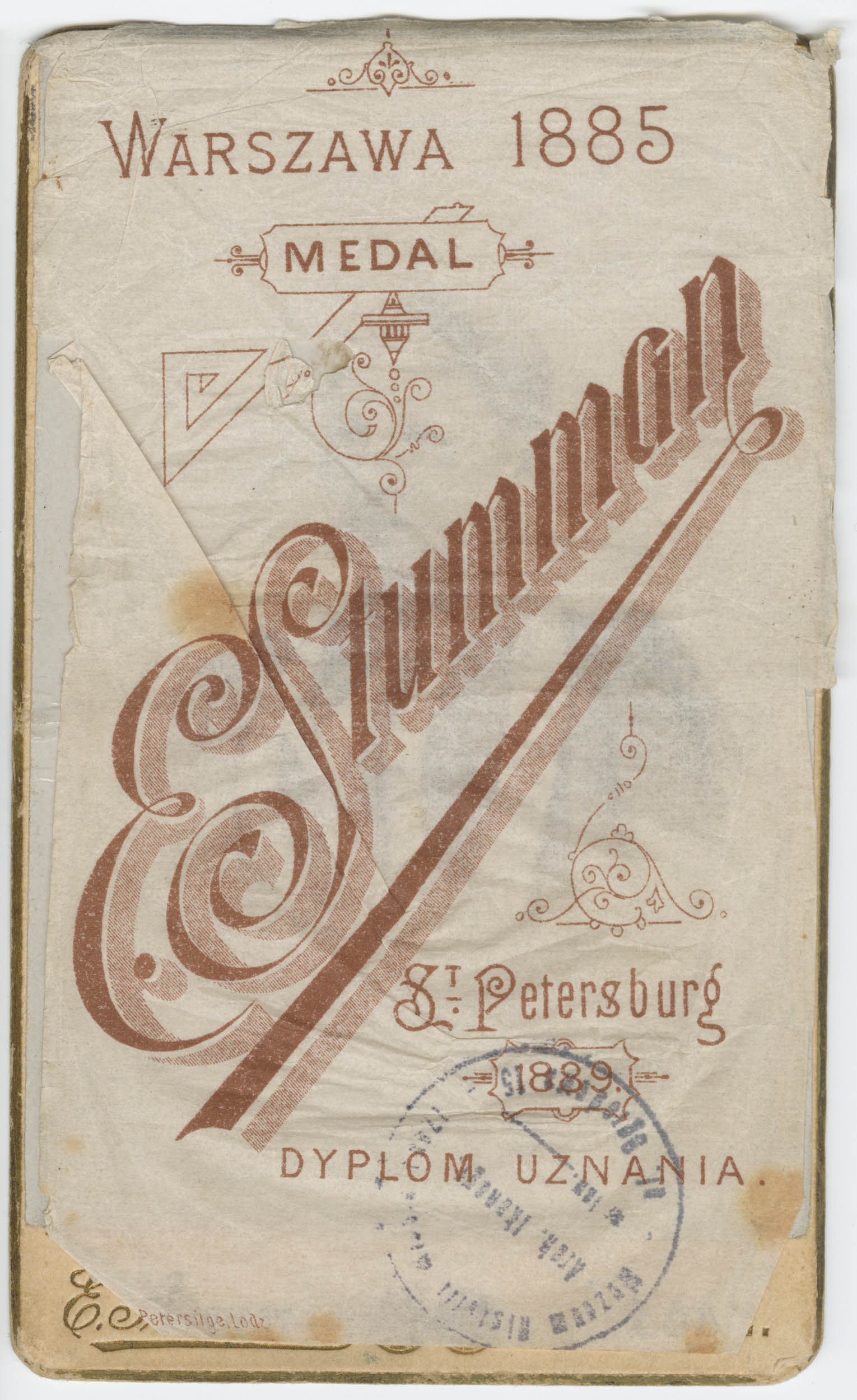
Rewers fotografii wykonanej w zakładzie E. Stumann, obecnie w kolekcji Muzeum Miasta Łodzi

Z jego nazwiskiem związane jest powstanie najwcześniejszego znanego cyklu fotografii z widokami obiektów Łodzi. Pierwsze zdjęcia wykonał około 1872 r., a ostatnie około 1890 r. W 1885 r. informowała o nich gazeta: „Spory komplet widoków łódzkich, w dużym formacie, wykonanych z możliwym wykończeniem. W nim, oprócz kilku widoków Helenowa, widzimy przeważnie gmachy fabryczne i pałace prywatne”. Zdjęcia zostały pokazane w witrynie księgarni Ludwika Fiszera przy ul. Piotrkowskiej w styczniu 1885 r. Zachęcony zainteresowaniem z jakim spotkał się sprzedawany od września 1884 r. album – składanka „z widokami sławniejszych gmachów i zakładów fabrycznych naszego miasta”, postanowił wydać podobny zawierający dotychczas wykonane przez niego fotografie. W lipcu 1885 r. prasa doniosła o projektach wydania „albumu łódzkiego”, do którego wykonał prawdopodobnie pierwszą panoramę miasta z wysokiego komina farbiarni należącej do Lewkowicza i znajdującej się przy ul. Widzewskiej (obecnie ul. Kilińskiego 56). Wydany w Dreźnie album miały sprzedawać miejscowe księgarnie.
Latem 1885 r. wykonał na zamówienie dyrekcji Towarzystwa Akcyjnego Karola Scheiblera serię zdjęć fabryki, zachowanych w postaci albumu (w zbiorach Centralnego Muzeum Włókiennictwa (CMW)) oraz wykonał zbiorową fotografię członków straży pożarnej w zakładach Scheiblera i podobną w 1886 r. w 10-lecie straży miejskiej – Łódzkiej Straży Ogniowej Ochotniczej. Natomiast 110 zdjęć autorstwa Stumanna wykorzystał Johann Petersilge w wydawnictwie towarzyszącym jubileuszowi 25-lecia gazety „Lodzer Zeitung” w 1888 r.
Prawdopodobnie latem 1890 r. wykonał na porcelanie fotografię amerykańskiego aktora Iry Aldridge’a zmarłego w Łodzi 7 sierpnia 1867 r. umieszczoną na jego grobie na Starym cmentarzu przy ul. Ogrodowej w Łodzi w części ewangelickiej. Być może fotografię skopiował ze zdjęcia wykonanego przez Jana Mieczkowskiego w Warszawie podczas występów tam owego czarnoskórego aktora od 12 do 20 maja 1862 r. Natomiast historyk fotografii Ignacy Płażewski stwierdza „(…) Łódź miała E. Stumanna który między innymi fotografował sławnego aktora murzyńskiego Aldrige’a, zmarłego w czasie gościnnych występów w tym mieście”.
Był jedynym łódzkim fotografem, który uczestniczył w „Wystawie Rolniczo-Przemysłowej” zorganizowanej w Warszawie w 1885 r. Za zdjęcia wnętrz otrzymał tam brązowy medal. Po jej zakończeniu pokazał wystawiane portrety w oknach parterowych kamienicy K. W. Scheiblera przy Piotrkowskiej 11. Z kolei na „Pierwszej Wystawie Przemysłowej w Łodzi” czynnej w 1895 r. w parku Helenów miał własne stoisko w drewnianym pawilonie. Pokazał swój dyplom mistrzowski, 4 bardzo duże portrety w ramach i w dwóch witrynach 27 dużych zdjęć. Według reklamy na stronie odwrotnej kartoników, na których naklejał wykonywane fotografie otrzymał dyplom uznania na fotograficznej wystawie w Petersburgu w 1889 r.
Pomyślny okres w rozwoju firmy spowodował, że powiększał grono swych pracowników – poszukując m.in. uczniów. W lutym 1900 r. uroczyście obchodził 50-lecie działalności, co odnotowała miejscowa prasa, podkreślając, że był wynalazcą „sylwetografii i fotografii wypukłej”. Wtedy też złożył w redakcji gazety 50 rubli jako dar na fundusz projektowanej kasy pomocy dla fotografów. Chcąc sprostać rosnącej konkurencji często reklamował się w gazetach, np. latem 1901 r. w co dziesiątym numerze „Gońca Łódzkiego” zamieszczał jednakowej treści anonse o obniżaniu w soboty i święta ceny tuzina fotografii wizytowych do 3 rubli, a gabinetowych do 8 rubli. Pod koniec życia pragnął przekazać zakład synowi Adolfowi, z którym od około 1890 r. razem pracował. W kwietniu 1903 r. przeniósł firmę do lokalu przy Piotrkowskiej 17, ale prawdopodobnie nie zdążył uruchomić tam zakładu. Zmarł w czerwcu 1903 r. w Łodzi. Pochowany został na cmentarzu żydowskim przy ul. Brackiej.
Aleksander Janowski założyciel Polskiego Towarzystwa Krajoznawczego w Wycieczkach po kraju ilustrowanych własnymi zdjęciami podawał nazwiska wyróżniających się fotografów zawodowych w zwiedzanych miastach, w Łodzi wyróżnił B. Wilkoszewskiego i E. Stumanna.
Ożenił się z Salomeą Korngold, ur. 1 lipca 1849 r. w Warszawie. Mieli dzieci, urodzone w Łodzi: Adolfa (ur. 17 września 1874), Arnolda (ur. 25 sierpnia 1879, zm. 29 czerwca 1904). Jego synem był także Józef, który w 1884 r. ukończył Wyższą Szkołę Rzemieślnicza w Łodzi, i który w latach ok. 1896–1902 prowadził własny zakład fotograficzny w Warszawie przy ul. Marszałkowskiej 114. Zmarł w lutym 1902 r. w Łodzi.

## Znane i zachowane zdjęcia jego autorstwa

### Zdjęcia osób

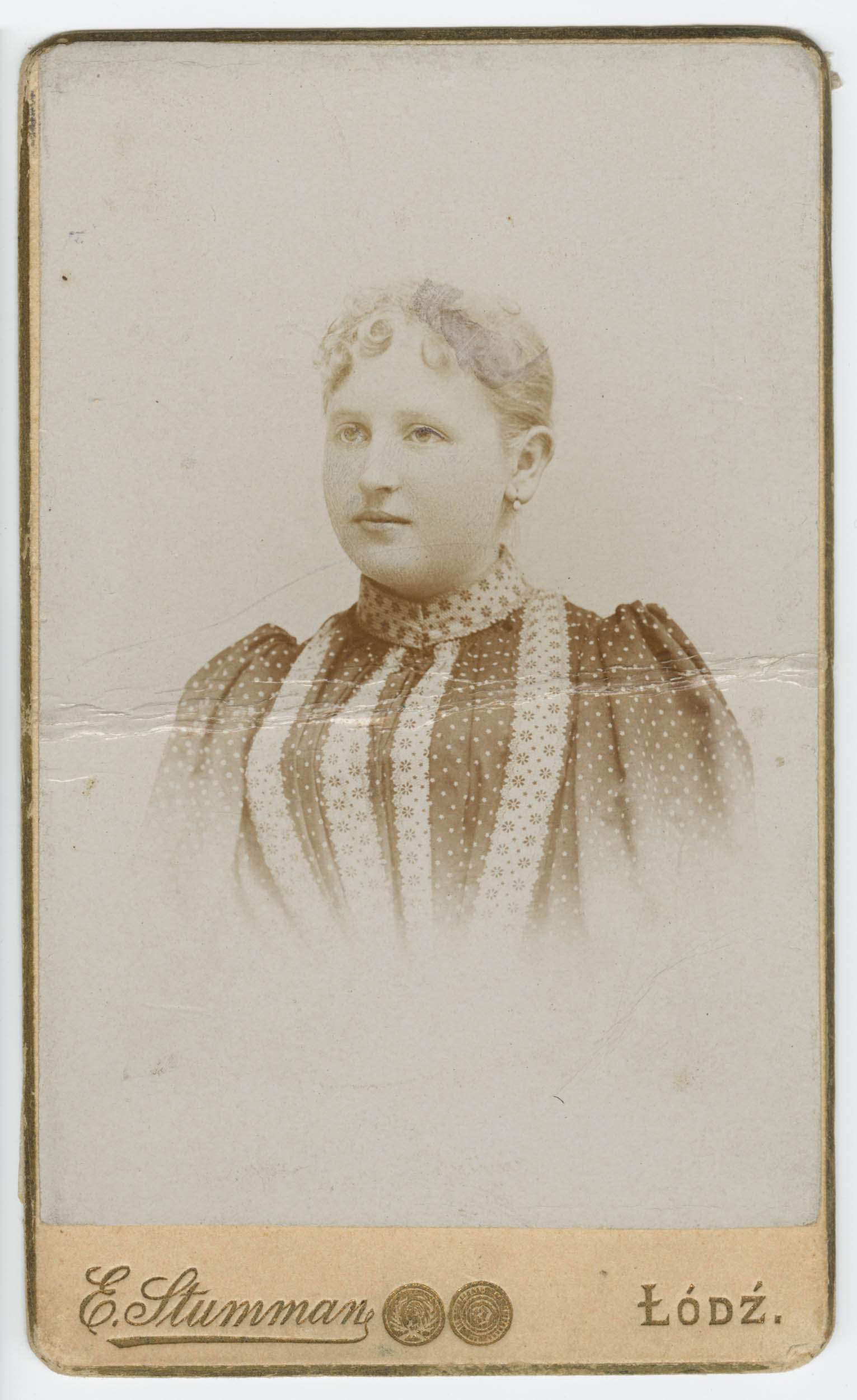
Fotografia portretowa wykonana w zakładzie E. Stumann, obecnie w kolekcji Muzeum Miasta Łodzi

- Najstarsza ze znanych portretowa fotografia w formacie wizytowym przedstawia dziecko w wypukłym owalu, bez winiety z wklęsłym napisem na s. g. E. STUMMANN sygn. ręcznie „w sierpniu 1876 r.”. Z tego okresu pochodzi też fotografia z wklęsłym napisem z lewej strony E. STUMANN, z prawej LODZ (w zbiorach Muzeum Miasta Łodzi). Najstarszą znaną fotografię gabinetową wykonał w 1881 r., na odwrocie winiety i pod zdjęciem z napis E. STUMANN, FOTOGRAF LODZ. Liczne fotografie jego autorstwa znajdują się w zbiorach: Muzeum Miasta Łodzi, Muzeum Archeologiczne i Etnograficzne w Łodzi, MTN, Centralne Muzeum Włókiennictwa, Wojewódzka Biblioteka Publiczna im. Marszałka Józefa Piłsudskiego w Łodzi, Biblioteka Uniwersytetu Łódzkiego oraz w zbiorze Jacka Strzałkowskiego.
- Fotografia grupy osób, ze sceną w nieokreślonym angielskim ogrodzie przy pałacu z klombem. Osoby dorosłe i dzieci siedzą przy stoliku, pozostałe dzieci bawią się m.in. z rowerem używanym już ok. 1900 r. (fotografia z lat około 1890 – 1900) o wymiarach 225 × 298 nalepiona na kartonie 330 × 395 mm (wł. WBP w Łodzi).

### Budynki, zakłady przemysłowe
- Cykl fotografii z widokami budynków w Łodzi. Przechowywany w MTN składa się z 20 sztuk niesygnowanych przez wykonawcę zdjęć formatu ok. 200–210 × 260 mm naklejonych na kartony o wymiarach 285 × 330 mm. Pod każdą wydrukowano napis w języku rosyjskim. Najstarszą fotografię można datować na około 1872 r. ponieważ przedstawia gmach tkalni Izraela Poznańskiego przy ul. Ogrodowej 17 w trakcie budowy. Najpóźniejsze – datowane 17 marca 1886 r. – pokazuje grupę przedstawicieli władz miasta i guberni przed przebudowanym szpitalem Aleksandryjskim. Ten unikatowy zestaw, będący zapewne fragmentem wykonanego wówczas cyklu należał przed 1939 r. do niezidentyfikowanej instytucji żydowskiej i został 17 listopada 1959 r. zakupiony w antykwariacie „Domu Książki” przy ul. Piotrkowskiej 132. Gdy w 1963 r. powstało Muzeum Ruchów Rewolucyjnych, poprzednik MTN – fotografie zostały przekazane do jego zbiorów zapewne przez Komitet Łódzki PZPR. Te fotografie błędnie łączone są z fotografiami budynków, których budowę nadzorował, względnie projektował – Hilary Majewski (20 egz. wł. BUŁ „Teka Majewskiego”) i fotografiami jego planów (61 egz. wł. APŁ), które Hilary Majewski w listopadzie 1879 r. dołączył do podania zawierającego wniosek o nadanie mu tytułu „akademika”.
- Album Ansichten der Baumwoll – Manufactur von Carl Scheibler w zbiorach CMW. Składa się z 57 kart z grubego kartonu o wymiarach 315 × 370 mm, na których nalepiono jednostronnie 57 fotografii o wymiarach od 227 × 297 mm do 230 × 300 mm, z drukowanymi podpisami w języku niemieckim, na naklejanych na kartonach paskach papieru, bez roku i miejsca wydania. Okładka o wymiarach 330 × 400 mm pokryta jest skórą, na której wytłoczono powyższy tytuł. Na niesygnowanych fotografiach przedstawiono perspektywiczne rysunki posiadłości wokół pałacu, fabryki i osiedla mieszkaniowego Pfaffendorf (Księży Młyn). Prawie 50 zdjęć pokazuje maszyny parowe, włókiennicze, hale fabryczne, warsztaty w „Bielniku” i inne pomieszczenia zakładów K. Scheiblera. Projekt wydania albumu powstał w związku z zakończeniem rozbudowy fabryki i uruchomieniem w grudniu 1883 r. maszyny parowej o mocy 1400 KM, największej z czynnych wówczas w Łodzi. W styczniu 1885 r. miejscowa prasa pisała o powierzeniu mu tej pracy. Ta sama gazeta informowała w lipcu o rozpoczęciu wykonywania zdjęć, a w początkach sierpnia o wystawieniu ich w witrynach na parterze składów firmy w „Pałacu Scheiblera” przy Piotrkowskiej 11[15]. Prawdopodobnie były wówczas sprzedawane pojedyncze zdjęcia, ponieważ zachowała się w zbiorach WBP fotografia frontonu pałacu i fabryki K. Scheiblera o identycznych wymiarach jak w albumie, sygn. czerwonym tuszem pod prawym dolnym brzegiem z odręcznym podpisem fotografa łacińskim literami[16]. Ponieważ zdjęcia przedstawiały największą wówczas w Europie fabrykę włókienniczą, często wykorzystywano je w publikacjach prasowych jej poświęconych. W „Kłosach” pokazano 14 z nich z widokami hal fabrycznych[17]. W zbiorach WBP znajduje się 50 fotografii o wymiarach 240 × 360 mm przedstawiających różne fragmenty zakładów K. Scheiblera. Wszystkie są opisane ołówkiem na stronie odwrotnej w języku niemieckim. Datowane były częściowo na 1885, a większość na 1888 r. Prawdopodobnie zostały wykonane z zachowanych jeszcze w czasie okupacji niemieckiej szklanych negatywów, częściowo już uszkodzonych przez wilgoć, na co wskazuje wygląd odbitek.
- Fotografia zakładu przemysłowego z drukowanym napisem w dolnym prawym rogu „Photographisches Atelier E. Stumman Lodz”. Formatu 227 × 198 mm (z obciętymi narożami jak w opisywanym albumie K. W. Scheiblera) naklejona na tekturę o wymiarach 327 × 398 mm. Wokół fotografii jest ozdobna ramka na narożach drukowana złotą farbą. Na stronie odwrotnej późniejszy napis ołówkiem: „Widok ogólny wykończalni (R. Biedermanna) na Kilińskiego”. Prawdopodobnie pochodzi z nieznanego albumu wykonanego ok. 1885 r. dla właściciela fabryki – Roberta Biedermanna (fotografia w zbiorach Muzeum Tradycji Niepodległościowych).
- 4 fotografie zakładów przemysłowych bez wykonawcy, dat i napisów. Na stronie odwrotnej każdej z nich umieszczono w późniejszym okresie napisy ołówkiem: „Przędzalnia na Smugowej, wykończalnia, wykończalnia z suszarkami bębnowymi, przędzalnia z nawijarkami na Smugowej”. Na tej ulicy mieściły się zakłady R. Biedermanna. Fotografie o wym. 238–240 × 298–310 mm naklejone na kartony o wym. 330 × 397 mm znajdują się w zbiorach MTN. Sposób wykonania sugeruje, że są autorstwa Eliasza Stumanna. Można przyjąć, że stanowiły część albumu zawierającego również poprzednią fotografię, lecz o różnych wymiarach tektury.
- Album „Tivoli” zawiera 7 zdjęć wnętrz fabryki K. Scheiblera przy ul. Kątnej (obecnie ul. W. Wróblewskiego) poprzedzonych fotografią pary dorosłych osób z dwojgiem dzieci, stojących przed willą. Zdjęcia są nalepione na kartonach formatu jak w albumie K. W. Scheiblera i oprawione w okładkę o wym. 285 × 360 mm pokrytą skórą. Album powstał prawdopodobnie pomiędzy 1885 (data kupna fabryki), a 1890 r.
- „Jubilaums Beilage zur Lodzer Zeitung 1863–1888”, w formacie A4 na 74 stronach zawiera oprócz artykułów i reklam 28 tablic z 110 ilustracjami. Ze względu na brak w Królestwie Polskim wówczas fotochemigrafii, wydawca gazety Johann Petersilge zlecił wykonanie rysunków wydawnictwu „Tygodnika Ilustrowanego” w Warszawie. Drzeworyty rytowano kopiując fotografie wykonane w latach około 1880–1888 głównie autorstwa Eliasza Stumanna. Pracochłonność tej techniki spowodowała opóźnienie wydania dodatku – nie był gotowy w czasie uroczystości 25-lecia gazety w grudniu 1888 r. Przeciągające się prace spowodowały przesłanie 55 zdjęć do najbardziej znanego wówczas w Niemczech zakładu, wykonującego metalowe klisze w Meisenbach. Tablice fotochemigraficzne i drzeworytnicze zostały w „Beilage...” przemieszczone. Widoczne są znaczne różnice w poziomie wykonania rycin. Najlepsze wyszły spod rylca E. Gorazdowskiego i E. K. Nicza. Na stronie 52 wydawca dziękował fotografom: Eliaszowi Stummanowi oraz Bronisławowi Wilkoszewskiemu – być może wykonawcy kilku fotografii w 1888 r. oraz Ludwikowi Zonerowi, który prawdopodobnie dostarczył dawne zdjęcia łódzkich przemysłowców.

### Fotografie terenów nad Łódką, wykonane jako dowód do sprawy sądowej
- Fotografie stanowiące dowód w sprawie sądowej. 3 sygnowane przez niego zdjęcia w dolnej części tuszową pieczątką „Photographie F. Stumann Lodz” o wymiarach 213 × 317 mm są naklejone na kartony 249 × 406 mm i przedstawiają: skrzyżowanie ulic Widzewskiej (obecnie ul. J. Kilińskiego) i Północnej przy kładce przez rzekę Łódkę przy zakładach Roberta Biedermanna, widok ul. Północnej od wschodu oraz panoramę sąsiadujących zakładów Roberta Biedermanna i sukcesorów Karola Anstadta na drogę, staw, rzekę Łódkę i posiadłości R. Biedermanna. Fotografie zostały wykonane 24 października 1885 r. na zlecenie inspektora dróg – inż. Ignacego Stebelskiego i stanowiły dowód w sprawie sądowej o przegrodzenie ul. Północnej przez R. Biedermanna, ciągnącej się od 1876 do 1889 r. O nich pisała prasa: „odroczenie posiedzenia warszawskiej Izby Sądowej w dn. 30 października 1885 r. nastąpiło z powodu, że obrońca Anstadtów złożył do sprawy w charakterze dokumentów cztery wielkie plany fotograficzne miejscowości spornej”[18]. Do zbiorów WBP zostały przekazane w 1945 r. wraz z biblioteką i zbiorem zdjęć Biedermannów.